# AFM Records
La AFM Records è un'etichetta discografica tedesca con sede a Schwalmstadt.
Si occupa esclusivamente di album heavy metal e di gruppi quali Kotipelto, Krokus e Edguy.

## Artisti
- Absolute
- Almah
- Annihilator
- At Vance
- Avantasia
- Axxis
- Beautiful Sin
- Black Messiah
- Blackmore's Night
- Circle II Circle
- Cruachan
- Crystal Ball
- Dark at Dawn
- Debauchery
- Destruction
- Dezperadoz
- Dionysus
- Doro
- Eden's Curse
- Edguy
- Eisbrecher
- Elvenking
- Evidence One
- Headhunter
- Heavenly
- Helstar
- Illdisposed
- Jon Oliva's Pain
- Jorn
- Kotipelto
- Krokus
- Kryptos
- Lion's Share
- Lordi
- Made of Hate
- Magica
- Masterplan
- Mekong Delta
- Michelle Darkness
- Ministry
- Mob Rules
- Dreamtone & Iris Mavraki's Neverland
- Nostradameus
- Paradox
- Perzonal War
- President Evil
- Pure Inc.
- Rawhead Rexx
- Rhapsody of Fire
- Rob Rock
- Sencirow
- Shaman (Shaaman)
- Shakra
- Silent Force
- Squealer
- Suidakra
- Tankard
- Tarantula
- The Poodles
- The Traceelords
- Theatre of Tragedy
- U.D.O.
- Whitesnake
- Wicked Wisdom
- Yargos